# Vedano al Lambro
Vedano al Lambro – miejscowość i gmina we Włoszech, w regionie Lombardia, w prowincji Monza i Brianza.
Według danych na rok 2004 gminę zamieszkiwało 7568 osób, 7568 os./km².